# Kepler-31c
Kepler-31c es un exoplaneta que orbita a la estrella Kepler-31. Fue descubierto por el Telescopio Espacial Kepler en 2012.

## Enlaces extaernos
- “Validation of Kepler's Multiple Planet Candidates. II: Refined Statistical Framework and Descriptions of Systems of Special Interest” by Jack J. Lissauer, et al. NASA Ames Research Center, Moffett Field, CA 94035, USA
- “Validation of Kepler's Multiple Planet Candidates. III: Light Curve Analysis & Announcement of Hundreds of New Multi-planet Systems” by Jason F. Rowe, et al. NASA Ames Research Center, Moffett Field, CA 94035 and SETI Institute, Mountain View, CA 94043, USA

- Datos: Q15120417